# Vriesea capixabae
Vriesea capixabae là một loài thuộc chi Vriesea. Đây là loài đặc hữu của Brasil.